# Rhamphomyia articularis
Rhamphomyia articularis är en tvåvingeart som beskrevs av Bartak 2002. Rhamphomyia articularis ingår i släktet Rhamphomyia och familjen dansflugor. Inga underarter finns listade i Catalogue of Life.